# Mari Backe
Mari Backe, née le 11 mars 1987, est une sauteuse à ski norvégienne. 

## Biographie
Elle est membre du club Vikersund IF.
En 2008, c'est Mari Backe qui a effectué le saut inaugural du tremplin HS105 de Vikersund après sa reconstruction.
En 2010, elle renonce à poursuivre sa carrière sportive internationale, pour cause de manque de motivation ; elle pense toutefois maintenir un lien avec le saut à ski en tant que kinésithérapeute, grâce aux études qu'elle va entreprendre.

## Palmarès

### International

#### Coupe continentale féminine de saut à ski
- Première participation le 8 février 2005 à Schönwald.
- Meilleur résultat  :
  - 13e au concours féminin de Vikersund, le 6 mars 2005[4].
- Meilleur classement : 21e de la saison 2004-2005[5].

#### Championnats du monde junior de saut à ski
- à Kranj en 2006 : 19e du concours féminin le 5 février 2006[6].